# Campo di internamento di Fraschette
Il campo delle Fraschette fu un campo di internamento istituito durante la seconda guerra mondiale dalle autorità militari del regime fascista nel territorio di Alatri, in località Fraschette.

## Storia

### Nel fascismo
Entrò in funzione il 1º ottobre 1942. Benché progettato per ospitare prigionieri di guerra, finì per diventare luogo di internamento di civili per lo più slavi e greci, e delle altre popolazioni direttamente in guerra con l'Italia.
Inizialmente accolse 780 persone di origine anglo-maltese. Prima della fine del 1942 giunsero dall'isola di Meleda, in Dalmazia, altre 2 300 persone. All'inizio del 1943 si toccarono le 5 500 unità con l'aggiunta di croati, montenegrini, albanesi e tripolini italiani.
Rispetto agli altri campi amministrati dal Ministero dell'Interno, quello di Fraschette era sottoposto alla Direzione generale servizi di guerra, mentre alla Direzione generale di Pubblica Sicurezza vennero affidati soltanto i compiti «di sicurezza», e si configurò principalmente come luogo d'internamento per nuclei familiari e per donne e bambini.
Le situazioni igieniche erano pessime, in parte legate al sovraffollamento, in parte legate alla precarietà della struttura costruita in grande fretta: le umide e fredde baracche in legno, la rete fognaria inesistente, le latrine insufficienti e lontane dalle baracche e l'assistenza medica non corrispondente ai reali bisogni – uniti al fatto che agli internati non concesso alcun sussidio in denaro – resero la vita all'interno del campo molto rigide e per questo molti internati approfittarono dell'esile recinzione perimetrale per fuggire e trovare cibo altrove. I maltesi, riconosciuti come «sudditi nemici», godettero delle garanzie della Convenzione di Ginevra e degli aiuti forniti dal governo britannico, ma gli altri gruppi dovettero affrontare pressoché da soli le numerose difficoltà, tra cui la fame più nera.
Anche le autorità civili e militari che gestivano le 174 baracche si macchiarono di furti e abusi sugli internati.
Esistono però anche testimonianze positive sul comportamento dei poliziotti italiani, ad esempio quella di un maltese tripolino.
Data la situazione di evidente disagio, a sostegno degli internati intervennero soprattutto il vescovo di Alatri, monsignor Edoardo Facchini, e un gruppo di suore Giuseppine del monastero di Veroli a cui si aggiunse il personale interessamento di papa Pio XII nei confronti dei 400 bambini internati.
Dopo la caduta di Mussolini, la situazione generale del campo rimase immutata e nei giorni seguenti l'armistizio, fuggiti gli agenti e i carabinieri addetti alla guardia, il campo si ritrovò nella confusione e nell'abbandono più totale ma la maggior parte degli internati, non avendo un luogo preciso dove andare, non abbandonarono le baracche. Gli occupanti tedeschi, al loro sopraggiungere nella zona, dimostrarono scarso interesse per la baraccopoli e i suoi abitanti. Lo scioglimento effettivo del campo sarebbe stato deciso a metà gennaio del 1944 e realizzato entro il 19 aprile.

### Dopoguerra
Nel dopoguerra fu inizialmente utilizzato dagli alleati, per l'internamento di militari della Rsi in attesa di processo.
Quindi le strutture vennero riconvertite per dare momentanea accoglienza ai profughi italiani di Istria, Dalmazia e Africa e, successivamente ai profughi in fuga dai regimi comunisti, di nazionalità soprattutto ungherese. Ospiti celebri delle Fraschette in questo periodo furono il calciatore László Kubala, il quale riuniva i calciatori profughi ungheresi in Italia e organizzava amichevoli di vario livello, e lo sportivo Isidoro Marsan.
Lasciato in stato d'abbandono per molto tempo, ultimamente le autorità comunali stanno tentando di recuperare le strutture fatiscenti per renderle fruibili ai turisti. Negli ultimi anni sono stati realizzati studi per accertare la verità storica circa la vera funzione del campo durante la seconda guerra mondiale.